# Hepatitis E
Hepatitis E is een virale leverontsteking veroorzaakt door het hepatitis E-virus (HEV). Naast het hepatitis E-virus zijn er nog een aantal andere virustypes die hepatitis kunnen veroorzaken. Dit zijn hepatitis virustype A, B, C, delta (D) en G. De belangrijkste bron voor besmetting van hepatitis E is, net als bij hepatitis A-besmetting, de inname van gecontamineerd water en voedsel.

## Het virus
Het hepatitis E-virus (HEV) is net als het hepatitis A-virus (HAV) een klein enkelstrengs RNA-virus van ongeveer 7.2 kb groot, zonder celenvelop. Het genoom bevat 3 open reading frames (ORFs) die deels overlappen. ORF 1 bevat verschillende functionele domeinen voor methyltransferases, proteases, helicases en RNA-polymerases. ORF 2 bevat een nucleotide sequentie die codeert voor het capside-eiwit . Dit eiwit kan mogelijk als target voor de ontwikkeling van een vaccin gebruikt worden. ORF 3 codeert voor een eiwit van het cytoskelet zonder duidelijke functie.
Het hepatitis E-virus behoort tot de familie van de Hepeviridae en is geclassificeerd in het genus (geslacht) van de hepevirussen. In het verleden werd het HEV op basis van oppervlakkige gelijkenis in genoomstructuur en morfologie geclassificeerd in de familie van de Caliciviridae. Verder onderzoek liet zien dat er niet genoeg overeenkomsten in sequentievolgorde en codongebruik zijn voor classificatie in de groep van de Caliciviridae en het virus kreeg daarom een eigen genus in de familie van de Hepeviredae. Het HEV kent zowel een menselijke als dierlijke vorm.
Er zijn op dit moment 4 verschillende genotypen van het virus bekend: 2 genotypes die alleen bij mensen voorkomen en verantwoordelijk zijn voor de grote uitbraken en epidemieën in ontwikkelingslanden en 2 genotypes die naast bij mensen ook bij dieren voorkomen en verantwoordelijk zijn voor sporadische gevallen van hepatitis E.
De 4 genotypes:
1. Genotype 1: Humaan. Dit is een genotype dat voornamelijk voorkomt bij Aziatische varianten van het HEV.
2. Genotype 2: Humaan. Dit genotype wordt geassocieerd met de Mexicaanse en Afrikaanse variant van het HEV.
3. Genotype 3: Humaan en dierlijk. Genotype geassocieerd met een virustype dat voorkomt in geïndustrialiseerde landen en daarnaast geassocieerd met een variant die bij varkens voorkomt in zowel geïndustrialiseerde als ontwikkelingslanden.
4. Genotype 4: Humaan en dierlijk. Genotype geassocieerd met een weinig voorkomende Aziatische variant en met een variant die bij varkens voorkomt in zowel geïndustrialiseerde als ontwikkelingslanden.

Naast deze 4 genotypes is er nog een aparte variant van het virus, een aviaire variant, afkomstig van kippen, die niet binnen deze bestaande genotypen past. Dit type heeft een overeenkomst in nucleotide sequentie van slechts 50% met de bestaande types. Er gaan dan ook stemmen op om deze variant in een apart genus binnen het type van de Hepeviridae op te nemen.

## Transmissie
Transmissie van het virus vindt net als bij het HAV, voornamelijk via de feco-orale route plaats. Deze horizontale transmissie vindt plaats via besmet drinkwater en voedsel. Besmetting wordt vaak veroorzaakt door slechte hygiënische omstandigheden. Besmetting van mens tot mens komt vrijwel niet voor.
Verticale transmissie, oftewel overdracht van moeder op kind, komt in 50% van de gevallen van moeders die besmet zijn met het virus.
Ook wordt het virus in bepaalde gevallen mogelijk overgedragen via dieren. Er bestaat een mogelijkheid van zoonotische verspreiding van het virus, omdat verschillende dieren, waaronder varkens, kippen, koeien, schapen en knaagdieren, drager en reservoir kunnen zijn van een virustype dat voor mensen ook besmettelijk is.

## Ziekte
Het HEV komt het bloed binnen via het maag-darm kanaal en vermenigvuldigt zich in de lever. Het verloop van een acute HEV-infectie kent een aantal stadia: van subklinisch, naar acuut en uiteindelijk fulminant. De incubatieperiode van HEV varieert tussen de 15 en 60 dagen, met een gemiddelde van ongeveer 40 dagen. Na de incubatieperiode vindt een fase plaats waarin de ziekte zich manifesteert. Deze fase van de ziekte is typisch voor een acute virale infectie en duurt ongeveer 1 tot 10 dagen. Tijdens deze fase zijn er symptomen van misselijkheid, overgeven en buikpijn. Ernstiger symptomen komen vaak niet voor, maar kunnen bestaan uit leververgroting, verminderde eetlust, jeuk en icterus (geelzucht). De volgende fase van de ziekte is een fase die de icterische fase wordt genoemd. Deze fase duurt tussen de 15 en 40 dagen en gaat gepaard met geelzucht en uitscheiding van donkere urine en ontkleurde feces.
In gevallen waar geen verdere complicaties ontstaan, verdwijnt het virus na ongeveer een maand weer.
Zoals gezegd is het ziektebeeld dat gepaard gaat met een HEV-infectie klinisch bijna hetzelfde als een infectie met het HAV. Het onderscheid tussen HEV en HAV is alleen via serologie aan te tonen. De symptomen die ontstaan bij een acute infectie met het HEV zijn echter vaak ernstiger van aard dan de symptomen die door het HAV worden veroorzaakt.
Infecties gevolgd door klinische verschijnselen komen het meest voor bij jong volwassenen in de leeftijd van 15 tot 40 jaar. Kinderen die geïnfecteerd zijn doorlopen de infectie vaak zonder dat er zich symptomen van de ziekte openbaren.
Hepatitis E heeft een mortaliteit van 0,2–1,0%, maar kan bij zwangere vrouwen in het laatste trimester van hun zwangerschap oplopen tot een mortaliteit van 20-25%. Het hepatitis E-virus kan alleen voor acute ziekte zorgen, maar niet voor een chronische ontsteking van de lever.

## Epidemiologie
Het virus heeft naast overeenkomst in ziekte-overdracht, meerdere overeenkomsten met het hepatitis A-virus (HAV). Deze zijn geografisch van aard en ook zijn de ziekteverschijnselen die ermee geassocieerd worden hetzelfde.
HEV komt wereldwijd voor, maar is voornamelijk in ontwikkelingslanden endemisch. Het HEV is in deze gebieden verantwoordelijk voor ongeveer 25% van de acute hepatitisgevallen. In geïndustrialiseerde landen werd HEV voornamelijk als importziekte of reisziekte gezien. In de afgelopen jaren zijn er echter steeds meer gevallen bekend waarbij de patiënten niet recent in het buitenland zijn geweest. De virusstammen die bij deze mensen zijn gevonden zijn vaak het meest verwant aan stammen die bij varkens voorkomen. Ook dit is een aanwijzing dat overdracht van dier op mens mogelijk zou kunnen zijn.

## Preventie en behandeling
De belangrijkste maatregel om besmetting met en verspreiding van het virus via de fecaal-orale route te voorkomen is het verbeteren van de sanitaire omstandigheden. De verbeteringen bestaan uit een zorgvuldige behandeling van menselijk afval, waarbij het afval op een goede manier wordt afgevoerd, via een goed vuil- en rioleringssysteem. Verder kunnen de verbeteringen bestaan uit het verbeteren van de kwaliteit van het openbaar wateraanbod. Daarnaast kan ook het verbeteren van de persoonlijke hygiëne en voedselbereiding bijdragen aan voorkoming van besmetting en verspreiding van het HEV.
Daarnaast wordt er onderzoek gedaan naar een vaccin tegen het hepatitis E-virus door middel van recombinante virale eiwitten. Er zijn in 2007 eerste trials geweest onder soldaten van het Nepalees leger, waaruit positieve resultaten naar voren zijn gekomen. Het ontwikkelde vaccin leek effectief en veilig te zijn, maar er moet nog extra onderzoek worden gedaan naar de effecten die er mogelijk op langere termijn zijn.
Er is momenteel geen medicijn aanwezig dat de mogelijkheid geeft om het verloop van de acute ziekte te veranderen en mensen te behandelen.
Uit onderzoek van de Nederlandse bloedvoorzieningsorganisatie Sanquin is daarnaast gebleken dat ruim een kwart van hun bloeddonoren ooit is geïnfecteerd met het hepatitis E-virus.